# Alaskanella
Alaskanella es un género de foraminífero bentónico considerado un sinónimo posterior de Eoparafusulina de la subfamilia Schwagerininae, de la familia Schwagerinidae, de la superfamilia Fusulinoidea, del suborden Fusulinina y del orden Fusulinida. Su especie tipo era Alaskanella laudoni. Su rango cronoestratigráfico abarcaba el Cisuraliense (Pérmico inferior).

## Discusión
Clasificaciones más recientes incluirían Alaskanella en la superfamilia Schwagerinoidea, y en la subclase Fusulinana de la clase Fusulinata.

## Clasificación
Alaskanella incluía a las siguientes especies:
- Alaskanella laudoni †
- Alaskanella magna †
- Alaskanella quasicylindrica †
- Alaskanella yukonensis †